# Halecia picticeps
Halecia picticeps es una especie de escarabajo del género Halecia, familia Buprestidae. Fue descrita científicamente por Saunders en 1874.